# Io ti troverò (miniserie televisiva)
Io ti troverò (titolo originale: Niños robados, ovvero "Bambini rubati") è una miniserie televisiva spagnola, basata su storie vere, che racconta la storia di due ragazze madri costrette ad affrontare da sole la gravidanza nella Spagna franchista degli anni settanta. Dopo nove mesi di gestazione, queste partoriscono nello stesso centro ospedaliero, anche se in circostanze diverse, e sono entrambe separate dai loro bambini dopo la nascita.